# Dyschirus sphaericollis
Dyschirus sphaericollis är en skalbaggsart som beskrevs av Thomas Say 1825. Dyschirus sphaericollis ingår i släktet Dyschirus och familjen jordlöpare. Inga underarter finns listade i Catalogue of Life.